# Orso Yoghi
L'orso Yoghi (Yogi Bear) è un personaggio immaginario dei cartoni animati creato dallo studio di produzione Hanna-Barbera e protagonista di una serie televisiva animata prodotta dagli anni 1960 agli anni 1990, oltre che di due lungometraggi, Yogi, Cindy e Bubu e L'orso Yoghi, del 2011.

## Genesi del personaggio
Gli autori, William Hanna e Joseph Barbera, si conobbero nel 1937 alla Metro-Goldwyn-Mayer Cartoon studio, dove lavoravano e dove iniziarono una collaborazione che portò nel 1957 alla creazione della loro casa di produzione, la Hanna-Barbera. Il personaggio esordì nel 1958 nell'episodio La grande fuga come personaggio secondario del Braccobaldo Show (The Huckleberry Hound Show).
Come per altri personaggi di Hanna & Barbera, la caratterizzazione di Yoghi prese spunto da una celebrità dell'epoca, Art Carney della serie televisiva The Honeymooners. Il nome deriva invece dal giocatore di baseball Yogi Berra.
Ebbe subito un grande successo, in seguito al quale divenne un personaggio centrale dell'universo di Hanna & Barbera, tanto che nel gennaio del 1961 gli venne dedicata una serie, L'orso Yoghi (The Yogi Bear Show), e venne sostituito dal personaggio di Ugo Lupo nel Braccobaldo Show.

## Caratterizzazione del personaggio
Yoghi è un orso grizzly parlante che vive nel parco immaginario di Jellystone (una variante del vero parco nazionale di Yellowstone), nome estrapolato dal cartone animato Barney's Hungry Cousin della Metro-Goldwyn-Mayer del 1953, il primo a menzionarlo, dove si dedica soprattutto al furto dei cestini da pic-nic dei campeggiatori. È costantemente accompagnato dal suo timido amico Bubu (Boo-boo), orso di color nocciola chiaro che indossa sempre un farfallino blu: rappresenta un po' la voce della coscienza di Yoghi e lo avverte delle possibili conseguenze delle sue azioni. Gli si oppone il Ranger Smith, che vuole garantire la pace e l'ordine nel suo parco e non riesce a capire che Yoghi non mangia noci e bacche come tutti gli altri orsi. La sua ragazza ufficiosa, Cindy, a volte compare nella serie.
Yoghi è piuttosto allegro e non pensa ad altro che a violare le rigide regole del parco, dotato di un notevole ingegno e di carisma. Oltre a parlare spesso in rima, Yoghi usa una serie di slogan, incluso il suo famoso canto di eccitazione e saluto ("Eh, Eh, Eh, Eh!") e il suo motto nella vita ("Sono più furbo della media degli orsi!"), anche se spesso sopravvaluta la propria intelligenza. Un'altra caratteristica di Yoghi è la sua voce profonda e al contempo sciocca. Yoghi usa spesso anche giochi di parole nel suo discorso e ha l'abitudine di pronunciare parole grandi con un lungo fiorire vocale. In più occasioni ha dimostrato di essere anche onesto, disposto a patteggiare con l'avversario di turno o allearsi con il Ranger Smith per evitare che Jellystone Park chiuda per mano di un imprenditore senza scrupoli.
Yoghi indossa una cravatta e un cappello verde. Pare che la scelta del colletto con cravatta fu dovuta ad una contingente necessità di ridurre le spese in fatto di produzione in modo da dover solo animare la testa di Yoghi, lasciando immobile il corpo che, rimanendo invariato su più fotogrammi, permise per un episodio da 7', la riduzione da 14000 a 2000 disegni circa. Questo si ottenne grazie alla tecnica, all'epoca pionieristica, chiamata planned animation o limited animation, che richiese un minimo movimento dei personaggi e frequente variazione degli sfondi. Per evitare sostanziali e altrimenti visibili differenze di tono e di cromia nel punto stesso di giunzione (all'altezza del collo) tra un rodovetro ed il successivo, il corpo fu separato quindi da un collarino.

## Filmografia

### Serie televisive animate
- Braccobaldo Show (The Huckleberry Hound Show, 1958-1960)
- Arriva Yoghi (The Yogi Bear Show, 1961); box set di 4 DVD con la serie completa The Yogi Bear Show è stato distribuito negli Stati Uniti nel 2005;
- L'allegra banda di Yoghi (Yogi's Gang, 1973)
- La corsa spaziale di Yoghi (Yogi's Space Race, 1978)
- La caccia al tesoro di Yoghi (Yogi's Treasure Hunt, 1985-1988)
- Yoghi, salsa e merende (The New Yogi Bear Show, 1988)
- Yo Yoghi! (Yo Yogi!, 1991-1992)

### Special televisivi
- Hanna-Barbera's All-Star Comedy Ice Revue 1978
- Yoghi - La festa di Natale (Yogi Bear's All Star Comedy Christmas Caper, 1982)
- Una Pasqua Con Yoghi (Yogi the Easter Bear, 1994)

### Lungometraggi animati
- 1964 - Yoghi, Cindy e Bubu (Hey There, It's Yogi Bear!)
- 1972 - Yoghi e l'arca (Yogi's Ark Lark) film tv
- 1980 - film TV Natale con Yoghi (Yogi's First Christmas)
- 1987 - film TV La grande fuga di Yoghi (Yogi's Great Escape)
- 1987 - film TV Yoghi e il magico volo dell'Oca Sgargiante (Yogi Bear and the Magical Flight of the Spruce Goose)
- 1988 - film TV Yoghi e l'invasione degli orsi spaziali (Yogi and the Invasion of the Space Bears)
- 2010 - film L'orso Yoghi (Yogi Bear)[2] diretto da Eric Brevig,[3] la cui tecnica di lavorazione è miscelata tra riprese in tecnica tradizionale e animazione in computer grafica.[4]

### Apparizioni
- 1978 - serie di cartoni animati I buffoni dello spazio
- 1979 - special televisivo Il primo Natale di Casper (Casper's First Christmas)
- 1988 - film TV Il buono, il cattivo e Braccobaldo (The Good, the Bad, and Huckleberry Hound)
- 1989 - special televisivo Hanna-Barbera's 50th: A Yabba Dabba Doo Celebration
- 1990-1991 - show televisivo Wake, Rattle, and Roll, contenente la serie Fender Bender 500
- 1994 - special televisivo Scooby-Doo e i misteri d'oriente (Scooby-Doo in Arabian Nights)
- 2021 - film Space Jam: New Legends (Space Jam: A New Legacy)
- 2023 - serie animata Teen Titans Go! nell'episodio Warner Bros.: 100º Anniversario

## Altri media

### Videogiochi
A partire dagli anni 1980 sono usciti svariati videogiochi dedicati al personaggio dell'Orso Yoghi.
- Yogi's Frustration (teoricamente 1983, Intellivision) avrebbe dovuto essere il primo ma rimase allo stato di prototipo.[5]
- Yogi Bear (1987, vari computer)
- Yogi Bear & Friends in The Greed Monster (1990, vari computer)
- Yogi's Great Escape (1990, vari computer)
- Yogi Bear's Math Adventures (1990, DOS)
- Yogi's Big Clean Up (1992, Amiga e Atari ST)
- Yogi Bear's Goldrush (1992, Game Boy)
- Yogi Bear: Cartoon Capers o Adventures of Yogi Bear (1994, Mega Drive e SNES)
- Yogi Bear: Great Balloon Blast (2000, Game Boy Color)
- L'Orso Yoghi: Il videogioco (2011, Wii e Nintendo DS)

## Impatto culturale
- Una piccola formazione rocciosa su Marte battezzata in suo onore (Yogi Rock) per la somiglianza con un muso di orso;
- Catena di campeggi statunitense, lo "Yogi Bear's Jellystone Park Camp-Resorts";
- Catena di ristoranti, "Yogi Bear's Honey Fried Chicken" (oggi ne rimane solo uno, ad Hartsville, nella Carolina del Sud).

## Il nome in altre lingue
- brasiliano: Zé Colméia
- bulgaro: Мечето Йоги
- catalano: L´Ós Yogui
- ceco: Méďa Béďa
- cinese: "瑜珈熊 (Yujia Xiong)"
- coreano: 요기 베어 (Yoki Bae-er)
- danese: Yogi Bjørn
- finlandese: Jogi-karhu
- francese: Yogi l'ours
- galiziano: O Oso Iogui
- giapponese: クマゴロー (Kuma-Gorō)
- polacco: Miś Jogi
- portoghese: Orsao Facundo
- slovacco: Medveď Jogi
- sloveno: Jogi medvedek o Medved Jogi
- spagnolo: El Oso Yogui
- svedese: Yogi Björn
- tedesco: Yogi Bär
- turco: Ayı Yogi
- ungherese: Maci Laci
- rumeno: Ursul Yoghi